# Jambor (skavtsko glasilo)
Jambor je danes glasilo Slovenske zamejske skavtske organizacije.

## Nastanek
Prva številka Jambora je izšla v Trstu novembra leta 1971 v cikolostilirani obliki. Na kolofonu piše: JAMBOR - skavtski list. V predstavitvi oziroma prvem Uvodniku piše: "Pred vami je prva številka časopisa slovenskih tržaških skavtinj in skavtov. Oglašamo se vam na teh listih, ki so sad skupnega dela. List je odprt vsem članom. Vsak posameznik in vsaka skupina more v njem objaviti kaj zanimivega, svoje misli in spoznanja. Kajti list hoče biti odsev našega življenja. Zato vsi pero v roke! Z listom se ne bomo zapirali samo v naš krog. Poročal bo o delovanju skavtov po svetu. Vzdrževal bo zveze s slovenskimi skavti iz drugih krajev. Gledal bo v prihodnjost. Odkrival nam bo preteklost. Izpopolnjeval nas bo v tehničnem znanju. Vodil nas bo v naravo. Spodbujal nas bo k ljubezni do bližnjega. Dvigal nas bo k Bogu. Skušal nas bo vzgojiti v osebnosti, v ponosne člane slovenskega naroda."
V prvem letniku so slovenski tržaški skavtje in skavtinje izdali 9 številk skavtskega glasila, v naslednjih letnikih pa so izdajali po 8 številk, od meseca oktobra do meseca maja naslednjega leta (med šolskim letom torej). List je bil cikolostiliran, saj je bil to tedaj najcenejši način tiskanja, kajti tiskali so ga skavti sami v lastni režiji.  Prva prelomnica je bila v desetem letniku, saj so takrat časopis uradno registrirali 5.12.1980 na tržaškem sodišču (z zaporedno št. 582), uradni lastnik so postale Slovenske tržaške skavtinje (čeprav sta bili moška in veja organizacije že združeni), po zakonskih pravilih je glasilo potrebovalo tudi odgovornega urednika, ki bi bil vpisan v italijansko zbornico novinarjev. Tako je tedanji glavni urednik Marko Tavčar postal tudi prvi odgovorni urednik Jambora. 
Druga večja prelomnica je bila v 14. letniku, saj so nabavili novi tiskarski stroj, ki je tiskal v tehnologiji offset, zato so nekoliko zmanjšali format lista, ki je bil odtlej v standardni velikosti lista A4. Strani so še vedno tipkali in risali ročno. Naslednja večja tehnološka pridobitev je bila leta 1986 v 16. letniku izhajanja, saj so začeli uporabljati računalnik pri sestavljanju in urejanju glasila, čeprav so skavti določene strani še vedno dopolnjevali ročno.
Lastno glasilo so skavti in skavtinje vedno urejali in sestavljali sami, tudi spenjali so ga ročno. Naklada posameznih številk je nihala od 400 do 500 izvodov. Uredništvo so sestavljali Roverji in Popotnice oziroma člani starejše veje organizacije. Doslej je Jambor imel dva odgovorna urednika, saj je že omenjenemu Tavčarju nasledil Andrej Maver, ki to funkcijo opravlja še danes. Od nastanka do leta 1977 je Jambor urejal Ivo Jevnikar, nato je prevzel vlogo glavnega urednika Marko Tavčar, ta funkcija je bila zaupana Mitji Petarosu leta 1985, od decembra leta 1988 je nekaj številk urejal Peter Rustja, nato je urejanje postalo skupni trud uredništva , leta 2018 je bila glavna urednica Lucija Tavčar, zdaj pa revijo spet ureja celotno uredništvo.

## Jambordanes
Od leta 2010 je skavtski časopis Jambor nekaj časa nehal izhajati redno, oživeli so ga spet jeseni leta 2018, ko so ga začeli oblikovati in tiskati v tiskarni, njegovo poslanstvo je ostalo isto: obveščati skavte o skavtskih dejavnosti in isotčasno uriti mlade skavte v oblikovanju pravega časopisa in o vsem tem, kar tako delo zahteva. 
Jambor izhaja še danes, dvakrat ali štirikrat na leto, sedež in uredništvo sta še vedno v Trstu (ulica Risorta, 3), postal pa je glasilo za celotno Slovensko zamejsko skavtsko organizacijo. 